# 普賴尼亞 (帕拉州)
普賴尼亞（葡萄牙語：Prainha），是巴西的城鎮，位於該國北部，由帕拉州負責管轄，始建於1881年1月7日，面積12,599平方公里，海拔高度70米，2010年人口29,265，人口密度每平方公里2.32人。
1°48′00″S 53°28′48″W / 1.80000°S 53.48000°W